# Pik Dankova
Pik Dankova är en bergstopp i Kirgizistan.   Den ligger i oblastet Naryn Oblusu, i den östra delen av landet, 300 km sydost om huvudstaden Bisjkek. Toppen på Pik Dankova är 5 976 meter över havet.
Terrängen runt Pik Dankova är huvudsakligen bergig. Pik Dankova är den högsta punkten i trakten. Runt Pik Dankova är det mycket glesbefolkat, med 2 invånare per kvadratkilometer. Det finns inga samhällen i närheten. Trakten runt Pik Dankova är permanent täckt av is och snö.